# Tetrahydroglinian litu
Tetrahydroglinian litu, glinowodorek litu, Li[AlH4] – nieorganiczny związek chemiczny, stosowany głównie jako silny środek redukujący i suszący.
W temperaturze pokojowej, czysty, rekrystalizowany tetrahydroglinian litu jest białym ciałem stałym o gęstości 0,917 g/cm³. Handlowo dostępny ma zwykle postać drobnoziarnistego pyłu lub tabletek o barwie ciemnoszarej, ze względu na zanieczyszczenie metalicznym glinem i jego tlenkami.
Związek ten energicznie reaguje z wodą według równania:
Li[AlH4] + 4H2O → LiOH + Al(OH)3 + 4H2
Reakcja ta jest silnie egzotermiczna, co powoduje że pył tetrahydroglinianiu litu może się samorzutnie zapalić w kontakcie z wilgotnym powietrzem.
Otrzymuje się go, działając nadmiarem wodorku litu na eterowy roztwór chlorku glinu:
4LiH + AlCl3 → Li[AlH4] + 3LiCl

## Budowa cząsteczki
Centralnym atomem cząsteczki glinowodorku litu jest glin na III stopniu utlenienia, połączony kowalencyjnie z czterema atomami wodoru. Ujemny ładunek anionu kompleksowego [AlH4]− równoważony jest przez kation litu Li+.

## Zastosowanie
Tetrahydroglinian litu jest często stosowany jako reduktor w chemii organicznej. Redukuje on na przykład kwasy karboksylowe do alkoholi, a azotyny do amin. W wyniku działania chlorkami na eterowy roztwór Li[AlH4] otrzymuje się odpowiednie wodorki, na przykład:
SiCl4 + Li[AlH4] → SiH4 + LiCl + AlCl3